# 安德烈·阿纳托利耶维奇·库兹涅佐夫
安德烈·阿纳托利耶维奇·库兹涅佐夫（羅馬化：Andrey Anatol'yevich Kuznetsov；1972年9月24日—）是俄罗斯政治人物，第八届国家杜马代表。
1993年至2003年，库兹涅佐夫在叶卡捷琳堡多家媒体担任记者和主编。2003年至2012年，他担任乌拉尔应用政治经济研究所执行所长。2012年，他被任命为斯维尔德洛夫斯克州州长行政副主任。2013年至2017年，库兹涅佐夫担任谢尔盖·米罗诺夫的顾问。2020年至2021年，他担任国家杜马公正俄罗斯—为了真理派的副参谋长。2021年9月起担任第八届国家杜马代表。